# Négyárbócos bark
A négyárbócos bark négyárbócos, az első és második főárbócon négyszöges keresztvitorlázatú vitorlás hajó, amelynek  kizárólag csak a hátsó árboca van gaff vitorlákkal felszerelve, az előárbócon kereszt- és orrvitorlák vannak, az árbócok között pedig tarcsvitorlák.

A négyárbócos bark vitorlázata (a kép jobb szélén a hajó orra, a balon a tatja)

## Múzeumhajók
- Kaiwo Maru (1930), a Kaiwo Maru Parkban, Tojama, Japán 1990. óta  JPN
- Moshulu (1904), éttetemhajó, Philadelphia PA, USA,  USA
- Nippon Maru (1930), Jokohama (Japán) 1984 április 28. óta   JPN
- Passat (1911), Travemünde kikötőjében kikötve (Lübeck) 1960. óta  GER
- Peking (1911), múzeumhajó South Street Seaport kikötője, New York  USA
- Pommern (1903), Mariehamnban lehorgonyozva, Finnország (Åland)  FIN
- Viking (1905), étteremhajó, parki látványosság Göteborgban (Svédország)  SWE
- Gorch Fock I (1933), kikötve Stralsundban, (Németország)  GER.

## Fordítás
Ez a szócikk részben vagy egészben  a   Quatre-mâts barque című francia Wikipédia-szócikk ezen változatának fordításán alapul.  Az eredeti cikk szerkesztőit annak laptörténete sorolja fel. Ez a jelzés csupán a megfogalmazás eredetét és a szerzői jogokat jelzi, nem szolgál a cikkben szereplő információk forrásmegjelöléseként.